# Nita Costa
Leolina Barbosa de Souza Costa (Feira de Santana, 7 de novembro de 1907 — Novo Hamburgo, 7 de março de 1963), mais conhecida como Nita Costa, foi uma política e filantropa brasileira.

## Biografia
Filha de Deoclécio Barbosa de Sousa e Maria Machado Barbosa de Sousa, viveu em Salvador, onde se casou, aos 17 anos, teve 2 filhas com o empresário Leonardo Costa, e passou a desenvolver importante trabalho assistencial na área da saúde, ao lado do médico Alfredo Ferreira de Magalhães (1873-1943). Este, em 1903, criara o Instituto de Proteção e Assistência à Infância da Bahia, para atendimento a mulheres e crianças carentes. Após a morte do médico, Nita Costa sucedeu-o na direção do Instituto. Posteriormente, empreendeu, angariando donativos entre comerciantes e industriais locais, a construção do Hospital Infantil Alfredo Magalhães, em Salvador, no bairro do Rio Vermelho.
A pedido do governo do Estado da Bahia, cedeu uma ala do hospital ao governo, para a construção de uma maternidade, que recebeu seu nome. Nita Costa foi também fundadora do PTB na Bahia, partido pelo qual foi eleita deputada federal, tornando-se a primeira deputada federal pelo Estado da Bahia, em 1954. Como deputada (1955-1959), atuou na defesa dos direitos civis das mulheres. Seu mandato foi marcado pela apresentação do Projeto de Lei nº 3.915 de 1958, que regulamentava os direitos civis da mulher casada, propondo mudanças nos artigos 233, 329, 330, 380 e 393 do Decreto Lei n° 4.657 de setembro de 1942, que definia o homem como chefe da família. (Diário do Congresso. 12/05/1956). O projeto de Nita, ao propor a alteração na estrutura do poder na família, trazia à tona uma das demandas mais avançadas do feminismo de então, que somente seriam atendidas na Constituição de 1988. Nos seus quatro anos de mandato, Nita Costa apresentou outros projetos relacionados com a aplicação de recursos nos setores da assistência social, saúde e cultura. Em 1958, tenta reeleger-se deputada federal pelo PTB mas não obteve êxito.